# Będziemy mieszkać razem
 (août 2025).
Będziemy mieszkać razem est une série télévisée polonaise réalisée par Anna Maliszewska et Tadeusz Łysiak (pl), disponible depuis le 23 février 2024 sur la plateforme TVP VOD et diffusée du 8 mars au 12 avril 2024 sur la chaîne de télévision TVP1.

## Résumé
La série raconte l'histoire de deux familles : celle d'un couple polonais, Basia (Lena Góra (pl)) et Tadeusz (Mikołaj Roznerski (pl)), qui traverse une crise, et d'une famille ukrainienne composée d'Anna (Oksana Czerkaszyna (pl)) et de sa fille Waria (Zlata Kardasz (pl)), qui décident de venir en Pologne après l'invasion de l'Ukraine par la Russie en février 2022. Les familles vivent ensemble dans la grande maison de Magda (Aleksandra Konieczna (pl)) et Piotr (Bronisław Wrocławski (pl)) Lipiński.